# Sounds of the Universe
Sounds of the Universe és el dotzè àlbum d'estudi del grup britànic de synthpop Depeche Mode. La seva data de publicació fou el 21 d'abril de 2009 a Europa i l'endemà a Amèrica del Nord. Posteriorment van realitzar una gira titulada Tour of the Universe.

## Informació
Martin Gore va començar a treballar en noves cançons en el seu estudi a Santa Barbara mentre Dave Gahan continuava ocupat en el seu àlbum en solitari Hourglass (2007). Cap al maig de 2008, la banda va decidir tornar-se a reunir per enregistrar algunes de les noves cançons preparant un nou treball d'estudi. Ben Hillier es va encarregar novament de la producció, ja que el grup va quedar molt satisfet de la seva feina amb l'anterior àlbum, Playing the Angel. Aquesta etapa fou molt productiva i van acabar un total de vint-i-dues cançons, de manera que fou molt complicada l'elecció correcta de les cançons a incloure en l'àlbum. Posteriorment, cinc de les cançons descartades van ser incloses un box set deluxe. El grup va penjar diversos vídeos de curta durada sobre el seu treball a l'estudi i sobre l'equip de producció en el seu lloc web oficial. En diverses entrevistes, els membres del grup anaren clarificant alguns detalls sobre el seu contingut (sintetitzadors i caixes de ritmes antigues).
Els crítics musicals van valorar positivament aquest àlbum, amb un so encara genuí i interessant, i destacant que Depeche Mode continuava sabent combinar les melodies pop i les seves arrels més electròniques amb nova experimentació. Per alguns crítics, el so resultant significava un retorn als anys 80, i també, que mentre la primera meitat dels temes era ferma i poderosa, la segona era una simple col·lecció de cares-B prescindibles.
Malgrat que el primer senzill de l'àlbum només es va mantenir una sola setmana dins la llista britànica de senzills, en la posició 24, Sounds of the Universe va arribar a la segona posició de la llista d'àlbums així com en la tercera posició als Estats Units. Fou nominat entre els millors àlbums alternatius en els premis Grammy del 2009.

## Llista de cançons
Totes les cançons foren escrites i compostes per Martin Gore excepte les indicades. 
| Núm.          | Títol                       | Composició               | Durada |
| ------------- | --------------------------- | ------------------------ | ------ |
| 1.            | «In Chains»                 |                          | 6:53   |
| 2.            | «Hole To Feed»              | Gahan, Eigner, Phillpott | 3:59   |
| 3.            | «Wrong»                     |                          | 3:13   |
| 4.            | «Fragile Tension»           |                          | 4:09   |
| 5.            | «Little Soul»               |                          | 3:31   |
| 6.            | «In Sympathy»               |                          | 4:54   |
| 7.            | «Peace»                     |                          | 4:29   |
| 8.            | «Come Back»                 | Gahan, Eigner, Phillpott | 5:15   |
| 9.            | «Spacewalker»               |                          | 1:53   |
| 10.           | «Perfect»                   |                          | 4:33   |
| 11.           | «Miles Away / The Truth Is» | Gahan, Eigner, Phillpott | 4:14   |
| 12.           | «Jezebel»                   |                          | 4:41   |
| 13.           | «Corrupt»                   |                          | 5:04   |
| Durada total: | Durada total:               | Durada total:            | 60:52  |

| 14. | «Oh Well» (Black Light Odyssey Dub) | Gore, Gahan | 5:02 |
| 15. | «Wrong» (Trentemøller Remix Edit)   |             |      |

### Edició especial CD+DVD
El DVD conté el següent material exclusiu:
Vídeo
- Sounds of the Universe (Curtmetratge) – 10:05
- Wrong (Vídeo promocional) – 3:16

Àudio
- Sounds of the Universe in 5.1 surround sound
- "In Chains" (Minilogue's Earth Remix)
- "Little Soul" (Thomas Fehlmann Flowing Ambient Mix)
- "Jezebel" (SixToes Remix)

### Versió iTunes Pass
Amb l'iTunes Pass, els seguidors del grup podien accedir a nous i exclusius senzills, remescles, videoclips i altres continguts de l'àlbum durant un període determinat. A més, mitjançant la reserva estàndard per iTunes contenia la cançó "Oh Well" (Black Light Odyssey Dub) junt a una edició exclusiva de "Wrong titulada Trentemøller Remix Edit.
L'edició d'Itunes Pass contenia la llista estàndard de l'àlbum formada per 13 cançons a més de les següents:
- "Oh Well" (Black Light Odyssey Dub) – 5:02
- "Wrong" (Videoclip) – 3:23
- "The Sun and the Moon and the Stars" (Electronic Periodic's Microdrum Mix) – 4:04
- "Miles Away/The Truth Is" (Lagos Boys Choir Remix) – 4:06
- "Wrong" (Thin White Duke Remix) – 7:41
- "Wrong" (Magda's Scallop Funk Remix) – 6:23
- "Wrong" (D.I.M. vs. Boys Noize Remix) – 5:09
- Sounds of the Universe (Curtmetratge) – 10:05
- "Wrong" (Trentemøller Remix Edit) – 5:45
- "Jezebel" (SixToes Remix) – 5:32
- "Little Soul" (Thomas Fehlmann Flowing Ambient Mix) – 9:20
- "In Chains" (Minilogue's Earth Remix) – 7:54
- "Corrupt" (Sessió d'estudi) – 4:54
- "Little Soul" (Sessió d'estudi) – 3:57
- "Little Soul" (Thomas Fehlmann Flowing Funk Dub) – 10:03
- "Peace" (Hervé's 'Warehouse Frequencies' Remix) – 5:10
- "Peace" (The Japanese Pop Stars Remix) – 6:41
- "In Sympathy" (Directe a Tel-Aviv) – 5:18
- "Walking in My Shoes" (Directe a Tel-Aviv) – 6:24

### Edició box set Deluxe
Aquesta edició està formada per tres CDs que contenen l'àlbum, cançons extres, remescles i 14 demos exclusives que arriben a l'època de Music for the Masses. També conté un DVD amb tres pel·lícules, un vídeo promocional per "Wrong", quatre cançons filmades en directe a l'estudi durant el desembre de 2008, i cançons extres masteritzades en 5.1 surround. Finalment, hi ha dos llibres amb les lletres de totes les cançons de l'àlbum amb fotografies d'Anton Corbijn, insígnies esmaltades, postals, un pòster i un certificat d'autenticitat.
| CD 1 – Sounds of the Universe 1. "In Chains" − 6:53 2. "Hole To Feed" − 3:59 3. "Wrong" − 3:13 4. "Fragile Tension" − 4:09 5. "Little Soul" − 3:31 6. "In Sympathy" − 4:54 7. "Peace" − 4:29 8. "Come Back" − 5:15 9. "Spacewalker" − 1:53 10. "Perfect" − 4:33 11. "Miles Away / The Truth Is" − 4:14 12. "Jezebel" − 4:41 13. "Corrupt" − 5:04 | CD 2 – Cançons extres i remescles 1. "Light" – 4:44 2. "The Sun and the Moon and the Stars" – 4:41 3. "Ghost" – 6:26 4. "Esque" – 2:17 5. "Oh Well" (Gore, Gahan) – 6:02 6. "Corrupt (Efdemin Remix)" – 6:29 7. "In Chains (Minilogue's Earth Remix)" – 7:54 8. "Little Soul (Thomas Fehlmann Flowing Ambient Mix)" – 9:20 9. "Jezebel (SixToes Remix)" – 5:33 10. "Perfect (Electronic Periodic's Dark Drone Mix)" – 5:21 11. "Wrong (Caspa Remix)" – 5:04 |

| CD 3 – Demos 1. "Little 15" – 4:16 2. "Clean" – 3:42 3. "Sweetest Perfection" – 3:23 4. "Walking in My Shoes" – 3:22 5. "I Feel You" – 4:03 6. "Judas" – 3:25 7. "Surrender" – 5:00 8. "Only When I Lose Myself" – 5:22 9. "Nothing's Impossible" – 5:02 10. "Corrupt" – 4:41 11. "Peace" – 4:33 12. "Jezebel" – 4:38 13. "Come Back" – 5:09 14. "In Chains" – 4:33 | DVD - Making the Universe / Film – 45:23 - Usual Thing, Try and Get the Question in the Answer – 55:12 - Sounds of the Universe (Curtmetratge) – 10:05 - Wrong (Vídeo promocional) – 3:16 - Sessions d'estudi: 1. "Corrupt" – 4:08 2. "Little Soul" – 3:52 3. "Stories of Old" – 3:24 4. "Come Back" – 6:05 - Àudio: Sounds of the Universe més cançons extres en so 5.1 surround |

Material addicional
- Caixa metàl·lica
- 2 llibres de tapa dura de 84 pàgines: El primer inclou les lletres de totes les cançons de Sounds of the Universe acompanyades de fotografies exclusives realitzades per Anton Corbijn. El segon inclou fotografies d'estudi exclusives realitzades per Daniel Miller, Ben Hillier, Luke Smith i Ferg Peterkin.
- 2 insígnies esmaltades exclusives
- Pòster
- 5 postals segellades en sobres de col·leccionista
- Certificat d'autenticitat

## Posicions en llistes
| Llista (2009)     | Posició | Certificació |
| ----------------- | ------- | ------------ |
| Alemanya          | 1       | 3x Or        |
| Austràlia         | 32      |              |
| Canadà            | 3       |              |
| Europa            | 1       |              |
| Espanya           | 1       |              |
| França            | 2       | 1x Platí     |
| Itàlia            | 1       | 1x Platí     |
| Japó              | 31      |              |
| Portugal          | 2       |              |
| Regne Unit        | 2       |              |
| EUA Billboard 200 | 3       |              |

## Personal
- Andy Fletcher - teclats
- Dave Gahan – cantant (excepte "Jezebel", "The Sun and the Moon and the Stars"), composició
- Martin Gore – guitarra, teclats, veus addicionals, cantant ("Jezebel", "The Sun and the Moon and the Stars"), composició
- Ben Hillier – productor, mescles, enginyeria
- Christian Eigner – pre-producció/demos amb Dave Gahan, bateria ("Hole to Feed", "Fragile Tension"), composició
- Tony Hoffer – mescles
- Ferg Peterkin – enginyeria
- Andy Phillpott – pre-producció/demos amb Dave Gahan, composició
- Luke Smith – teclats, programació